# Mutual Médica
Mutual Médica es una mutualidad de previsión social, sin fines lucrativos, orientada a los médicos. Desarrolla su actividad por todo el territorio español en colaboración con la Organización Médica Colegial de España y los colegios de médicos provinciales así como sociedades científicas, hospitales y otras entidades del sector médico. Desde 2007 ofrece la alternativa al Régimen General de Trabajadores Autónomos para todos los médicos, publicado en el Boletín Oficial del Estado.
Actualmente está presidida por el Dr. Lluís Castells Fusté, Doctor en Medicina y Cirugía por la Universidad Autónoma de Barcelona, y especialista en Medicina Interna y Hepatología que cuenta con más de 30 años de experiencia profesional y una larga trayectoria como miembro del consejo de administración de la mutualidad.

## Historia
Mutual Médica, la mutualidad de los médicos, se fundó en el año 1920 en Barcelona  por un grupo de médicos presidido por el doctor Higini Sicart Soler para asegurar al médico y a su familia en el ámbito personal y profesional. 
En 1930 se inician las obras de construcción del Casal del Médico de Barcelona situado en un emblemático edificio de Vía Layetana.
Durante la guerra civil española, Mutual Médica siguió apoyando al colectivo y cumplió con todos los compromisos adquiridos con los mutualistas. En el año 1946 se celebró la primera reunión general de mutualistas y se escogió el primer Consejo de Administración de la entidad. Más adelante, en 1954 Mutual Médica quedó registrada en la Dirección General de Previsión.
En la década de 1960 Mutual Médica inició una nueva vía de inversión inmobiliaria a través de la colaboración con los colegios de médicos.
Durante el año 1980 se aprueban los nuevos estatutos generales de la Organización Médica Colegial y del Consejo General de Colegios Oficiales de Médicos. En el artículo 36.4 se hacía constar que para colegiarse será requisito indispensable inscribirse en los grupos mínimos obligatorios.
En 1991 se crean los Premios a la Investigación Mutual Médica para apoyar e impulsar a los jóvenes talentos médicos y en 1993 se crea Europa Médica, agrupación europea que engloba a entidades de Previsión Social de distintos países europeos, siendo Mutual Médica miembro fundador. 
En el año 2002 este año se produce también la apertura de las primeras oficinas de Mutual Médica en diferentes ciudades españolas, dando así cobertura y mejor atención a todos los médicos del territorio español.
Mutual Médica se convierte en 2007 en la alternativa al RETA (Régimen Especial de Trabajadores Autónomos de la Seguridad Social) para todos los facultativos que formaban parte de la mutualidad, y en 2008 Mutual Médica se amplía gracias a la unificación con Caja de Cantabria.
La Fundación Mutual Médica nace en 2015 con el objetivo de realizar una labor de la búsqueda permanente del bienestar del médico, tanto en el ámbito del cuidado personal como del crecimiento profesional. 
En 2022 Se inician las obras de renovación de la sede histórica del Casal del Médico en Barcelona, dotando al edificio de soluciones innovadoras adecuadas a las necesidades actuales.
Mutual Médica cuenta con más de 93.000 médicos mutualistas en el año 2024. 

## Consejo de Administración
La representación, gobierno y gestión de Mutual Médica, recae en este consejo formado por 20 médicos y un asesor externo, que define y fija las directrices de actuación, para su ejecución a todos los niveles.
Los miembros del consejo de administración ejercen esta labor de manera altruista, sin remuneración. Este órgano incluye al Consejo de Administración de Mutual Médica, y son elegidos por las personas asociadas o mutualistas. Los consejeros  forman parte de diversos y cuenta con diversos comités y grupos de trabajo que aseguran la correcta eficacia de la esta mutualidad.
Asimismo, una vez al año, se reúne el Órgano Colegial Asesor (OCA), impulsado por Mutual Médica y que cuenta con  está también compuesto por representantes de los 52 colegios de médicos con los que la mutualidad colabora para cubrir las necesidades de todo el colectivo médico de España.  

## La Fundación Mutual Médica
La Fundación Mutual Médica nació en el año 2007. Actualmente está presidida por el Dr. Alejandro Andreu Lope, médico especialista en Medicina Familiar y Comunitaria, diplomado en Sanidad y director de equipo de Atención Primaria.
La Fundación tiene la voluntad y el compromiso de acompañar, ayudar y apoyar a lo largo de toda la vida al profesional, como una Fundación para el bienestar del médico, tanto en el ámbito del cuidado personal como en el desarrollo profesional.
En la actualidad, la Fundación Mutual Médica es uno de los canales principales a través del cual la mutualidad compañía lleva a cabo su programa de Responsabilidad Social Corporativa, que está dirigido a todos los grupos de interés de la mutualidad, principalmente los mutualistas, como médicos  y a la sociedad en general.
La Fundación Mutual Médica cuenta con 3 programas donde se incluye toda su actividad: 
- El Programa Cuidar(me) es una iniciativa pionera dedicada por completo a velar por la salud del médico en todas las etapas de su vida

- El Programa Impulsar(me) está destinado a promover la formación, la investigación y el desarrollo de la medicina.

Destacan los Premios a la Investigación Mutual Médica y que cuenta con los siguientes incentivos:
Beca Mutual Médica; 
Premio Doctor Font
Premio Trabajo Final de Grado - Fundación Mutual Médica
- El Programa Concienciar(me), que hace hincapié en concienciar al médico de su capacidad de impacto positivo y promueve iniciativas con repercusión en la sociedad.